# Sânmărtin (Cluj)
Sânmărtin oder Sînmărtin [sɨnˈmərtin] (ungarisch Szépkenyerűszentmárton oder auch Szentmárton) ist eine Gemeinde im Kreis Cluj in der Region Siebenbürgen in Rumänien.

## Geographische Lage

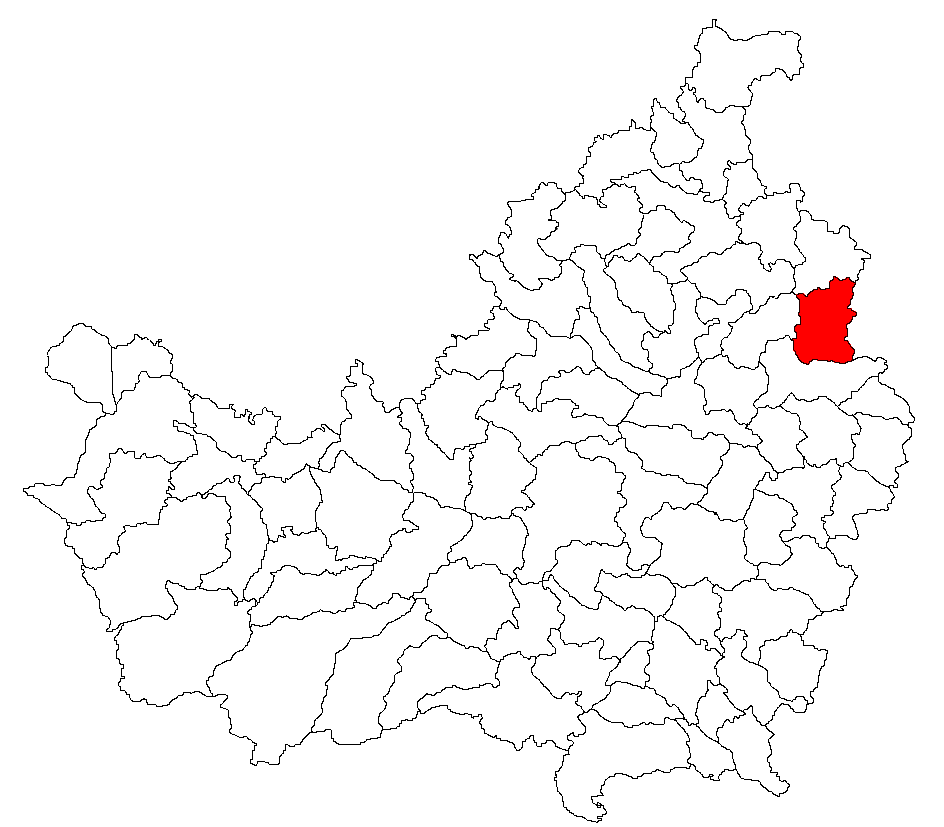
Lage der Gemeinde Sânmărtin im Kreis Cluj

Die Gemeinde Sânmărtin liegt im Norden der Siebenbürgischen Heide (Câmpia Transilvaniei) – Teil des Siebenbürgischen Beckens. Im Osten des Kreises Cluj am Bach Diviciorii Mari und an der Kreisstraße (Drum județean) DJ 161D befindet sich der Ort Sânmărtin 14 Kilometer östlich von der Stadt Gherla (Neuschloss) und etwa 60 Kilometer nordöstlich von der Kreishauptstadt Cluj-Napoca (Klausenburg) entfernt.

## Geschichte
Der Ort Sânmărtin wurde erstmals 1335 urkundlich erwähnt, war im Mittelalter ein ungarisches Dorf und gehörte zur Burg Bálványos (⊙) im heutigen Unguraș (Schlosswall) und ab 1550 zum heutigen Gherla (Neuschloss). Auf eine Besiedlung des Gemeindeareals in der Bronzezeit deuten archäologische Funde auf dem Areal, genannt Grajduri („Stelle“), im eingemeindeten Dorf Diviciorii Mari (ungarisch Nagydevecser). Fast in jedem Dorf wurden archäologische Funde gemacht, diese konnten aber nicht alle einem Zeitalter zugeordnet werden.
Im Königreich Ungarn gehörte die heutige Gemeinde dem Stuhlbezirk Szamosújvár (heute Gherla) in der Gespanschaft Szolnok-Doboka, anschließend dem historischen Kreis Someș und ab 1950 dem heutigen Kreis Cluj an.

## Bevölkerung
Die Bevölkerung der Gemeinde entwickelte sich wie folgt:
| 1850 | 2.734 | 2.140 | 531 | -  | 63            |
| 1900 | 3.496 | 2.758 | 662 | 38 | 38            |
| 1930 | 3.824 | 3.054 | 644 | -  | 126           |
| 1992 | 2.106 | 1.868 | 215 | -  | 23            |
| 2002 | 1.744 | 1.509 | 182 | -  | 53            |
| 2011 | 1.384 | 1.133 | 149 | -  | 102 (Roma 55) |
| 2021 | 1.110 | 828   | 100 | -  | 182 (Roma 61) |

Seit 1850 wurde auf dem Gebiet der heutigen Gemeinde die höchste Einwohnerzahl (4348) und die der Rumänen (3702) 1956 registriert. Die höchste Einwohnerzahl der Magyaren (690) wurde 1910, die der Roma (71) 1930 und 1956 und die der Rumäniendeutschen 1900 ermittelt.

## Sehenswürdigkeiten
- Im eingemeindeten Dorf Cutca (ungarisch Kötke) die Holzkirche Sfinții Arhangheli Mihail și Gavriil, 1720 errichtet, steht unter Denkmalschutz.[4]
- Im eingemeindeten Dorf Diviciorii Mari die reformierte Kirche,[7] im 18. Jahrhundert errichtet, steht unter Denkmalschutz.[4]
- Im eingemeindeten Dorf Sâmboieni (ungarisch Erdőszombattelke) die Holzkirche Sfinții Arhangheli Mihail și Gavriil, 1753 errichtet, steht unter Denkmalschutz.[4]
- Im eingemeindeten Dorf Târgușor (veraltet Oșorheiu; ungarisch Kékesvásárhely) die Holzkirche Sfinții Arhangheli Mihail și Gavriil,[8] 1753 errichtet, steht unter Denkmalschutz.[4]
- Im eingemeindeten Dorf Diviciorii Mici (Klein Däwäts[3]) die orthodoxe Kirche Sfinții Arhangheli Mihail și Gavriil,[9] wurde 1913 an Stelle einer Holzkirche errichtet.

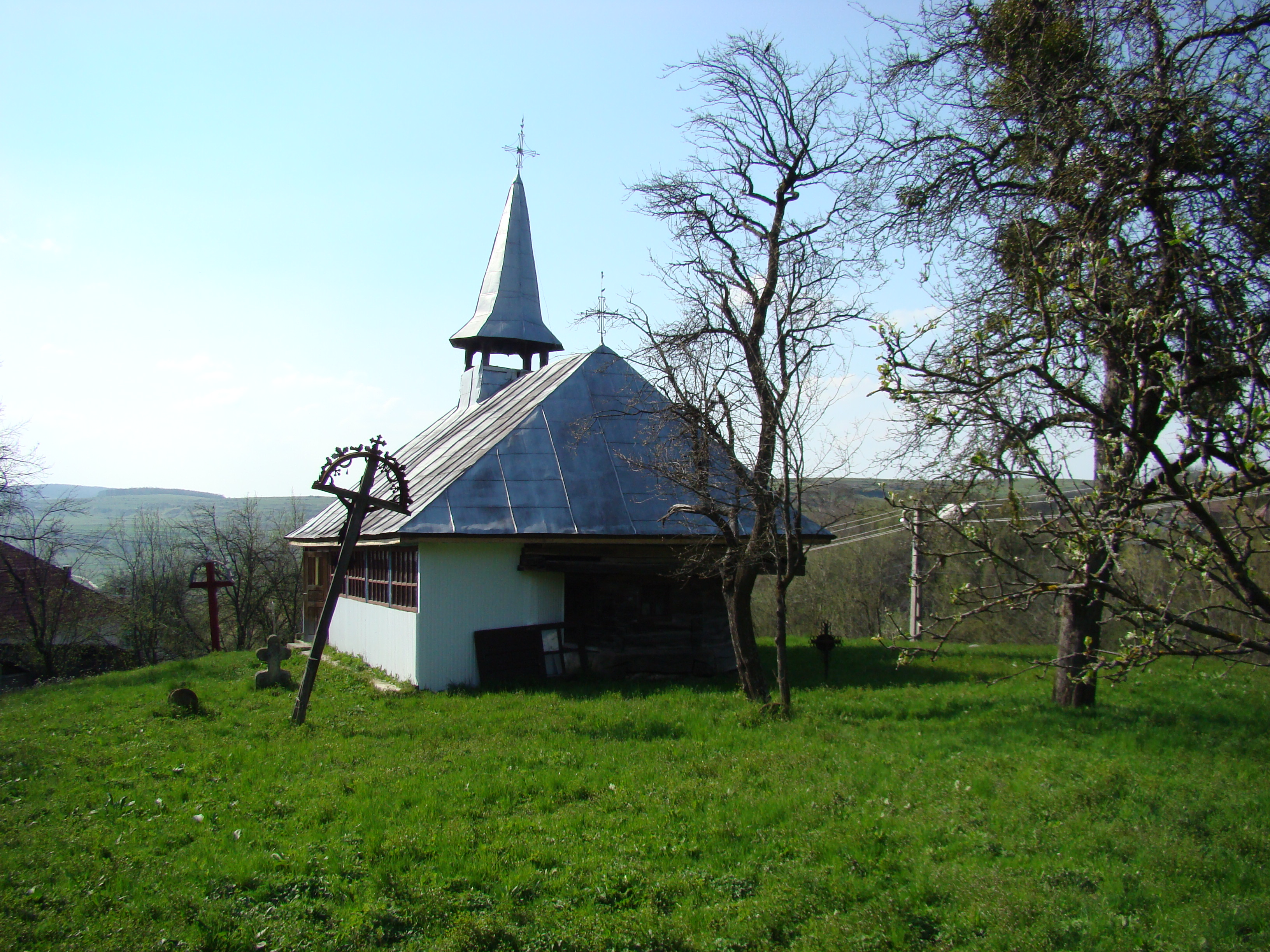
Holzkirche in Cutca
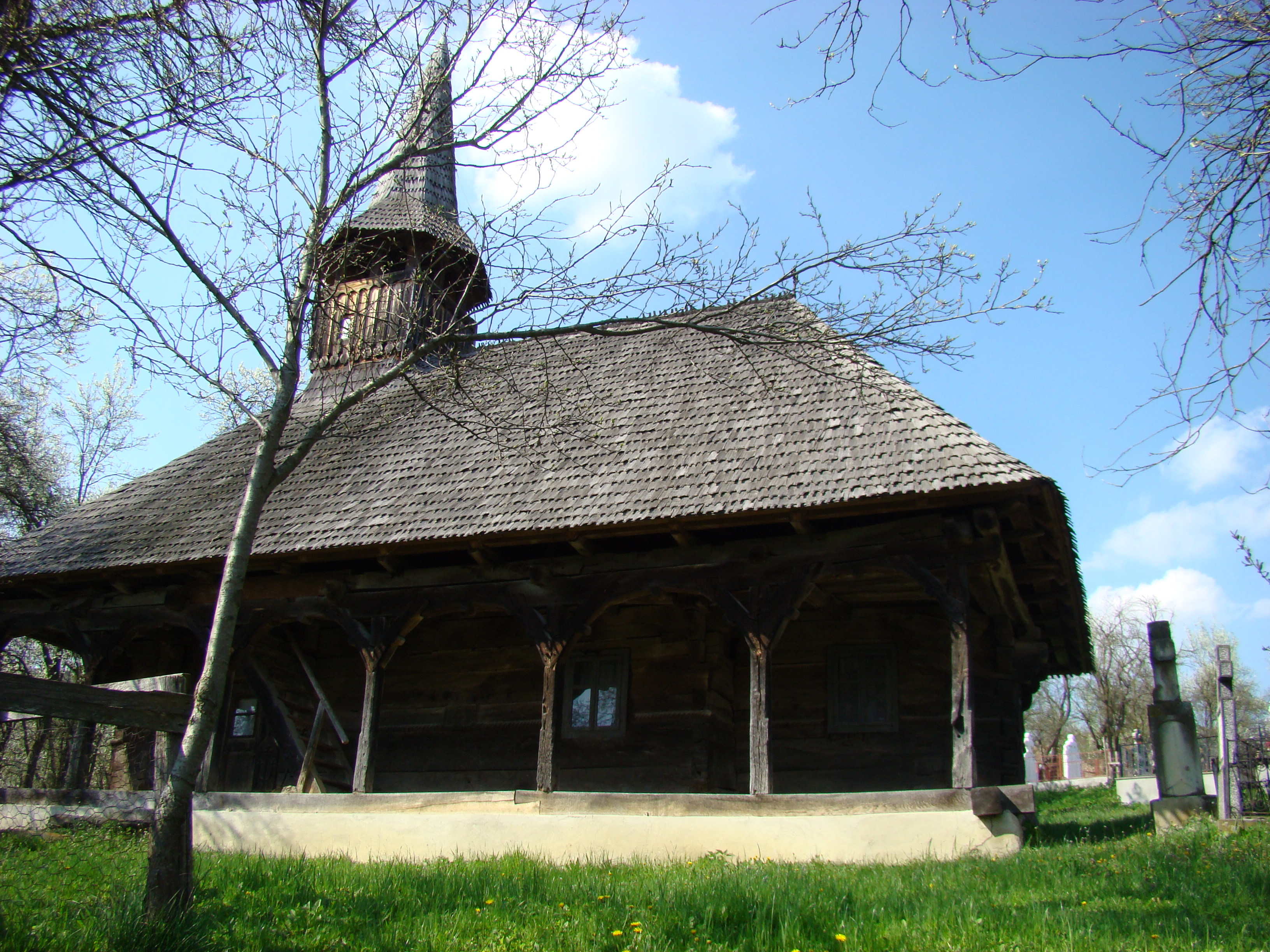
Holzkirche in Sâmboieni
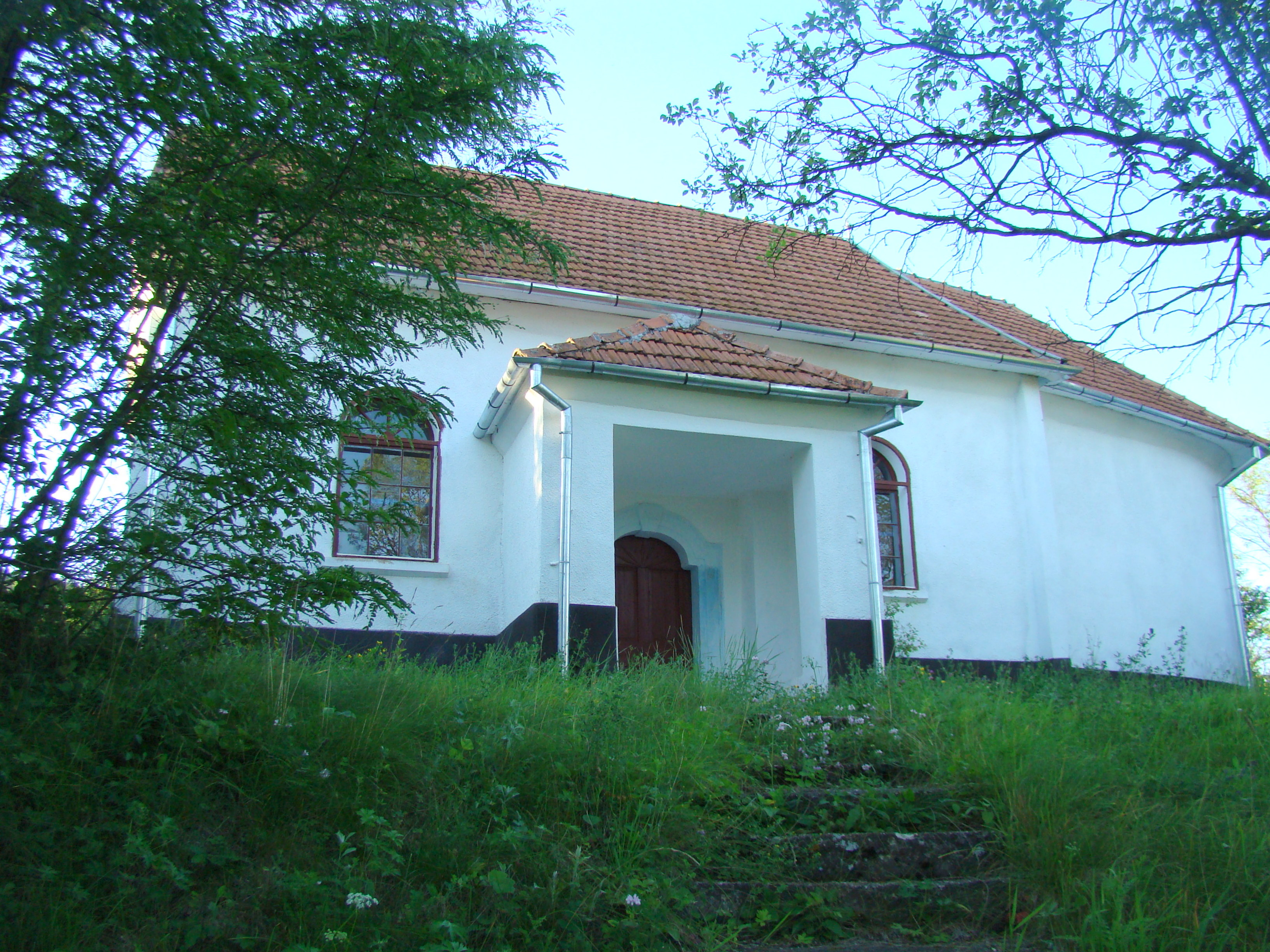
Reformierte Kirche Diviciorii Mari
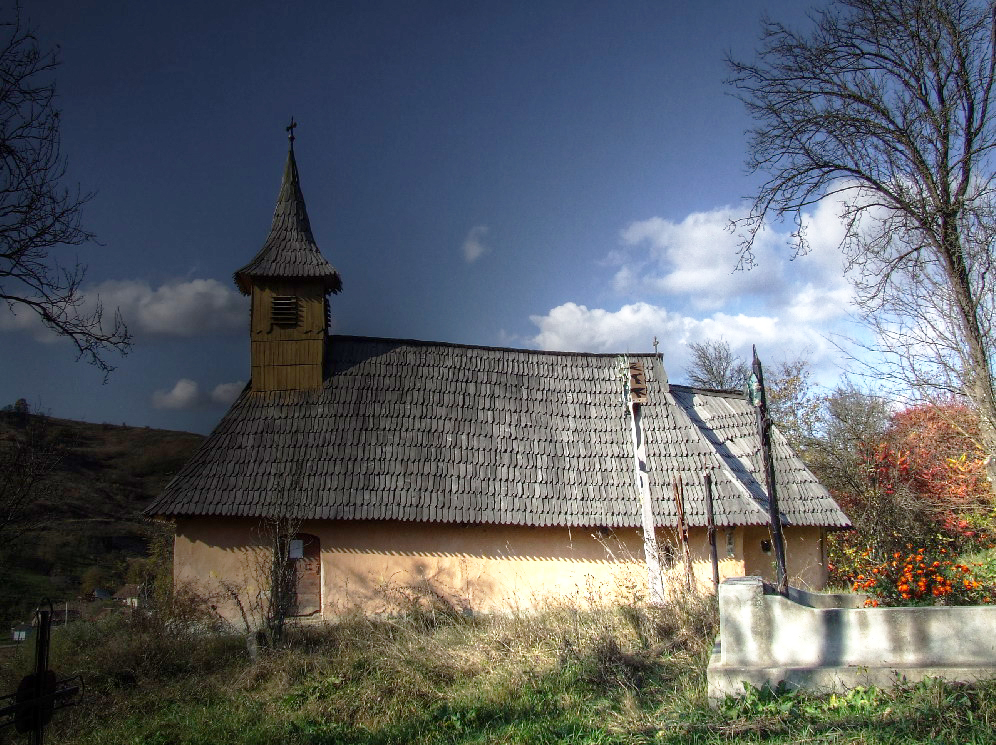
Holzkirche in Târgușor